# 荒川憲一 (戦史学者)
荒川 憲一（あらかわ けんいち、1947年 - ）は、日本の戦史学者、陸上自衛官。専門は比較戦争史。
一等陸佐を経て、防衛大学校総合安全保障研究科教授、軍事史学会理事を務めた。一橋大学博士（経済学）。国際安全保障学会最優秀出版奨励賞・佐伯喜一賞受賞。

## 人物・経歴
宮城県石巻市生まれ。

### 学歴
- 1966年 宮城県石巻高等学校卒業。
- 1972年 一橋大学社会学部を卒業
大学時代は押井守（当時は東京学芸大学の学生）の設立した「映像芸術研究会」に参加。後年、押井が監督を務めた『機動警察パトレイバー 2 the Movie』に登場する自衛官・荒川茂樹は彼の名をもじっている[1]
- 1997年 東洋英和女学院大学大学院社会科学研究科修士課程修了（社会科学修士）
- 2001年 一橋大学大学院経済学研究科博士課程単位取得退学
- 2009年 博士（経済学）（一橋大学、学位請求論文『戦時経済体制の構想と展開:アジア・太平洋戦争の経済思想史的分析』）[2][3]

### 職歴
- 1972年 陸上自衛隊入隊、自衛官（二等陸士）任官
防衛大学校防衛学教室助教授
- 1996年 防衛庁防衛研究所戦史部所員[4]
防衛庁防衛研究所戦史部第1戦史研究室主任研究官・一等陸佐を経る
- 2003年 防衛大学校統率・戦史教育室助教授（防衛庁教官）
- 2009年 防衛大学校総合安全保障研究科統率・戦史教育室教授（防衛教官）
- 2013年 定年退官、東京国際大学大学院経済学研究科非常勤講師
- 2018年 至誠館大学ライフデザイン学部ビジネス文化専攻教授（東京サテライト教室）[5]

### 学会活動
- 2011年 国際安全保障学会最優秀出版奨励賞（佐伯喜一賞）を受賞（受賞論文『戦時経済体制の構想と展開』）
軍事史学会理事、日本クラウゼヴィッツ学会理事等も務める。

## 著書
- "British and Japanese Military Leadership in the Far Eastern War, 1941-45"（共著）ラウトレッジ 2004
- 『戦後強制抑留史 第3巻』（共著）平和祈念事業特別基金 2005
- ”Naval Blockades and Seapower”（共著）ラウトレッジ 2006
- 『戦時経済体制の構想と展開』岩波書店 2011
- 『日本海軍史の研究』（共著）吉川弘文館 2014